# Jamie McDonnell
Jamie McDonnell (Hatfield, 30 marzo 1986) è un pugile inglese.
È detentore del titolo WBA dei pesi gallo dal 2014. In precedenza ha posseduto anche dei titoli IBF, europeo e del Commonwealth di categoria.

## Carriera
McDonnell compie il suo debutto professionale il 16 settembre 2005, all'età di 19 anni, sconfiggendo il connazionale Neil Read ai punti dopo sei round.